# Valea Stupinii, Prahova
Valea Stupinii este un sat în comuna Posești din județul Prahova, Muntenia, România.
 Acest articol despre o localitate din județul Prahova este deocamdată un ciot. Puteți ajuta Wikipedia prin completarea lui.